# Rhynchosia flava
Rhynchosia flava är en ärtväxtart som först beskrevs av Peter Forsskål, och fick sitt nu gällande namn av Mats Thulin. Rhynchosia flava ingår i släktet Rhynchosia och familjen ärtväxter. Inga underarter finns listade i Catalogue of Life.